# Płaczliwa Przehyba
Płaczliwa Przehyba – szeroka trawiasta przełęcz w grani głównej Tatr, w Tatrach Bielskich na Słowacji. Znajduje się w masywie Płaczliwej Skały (Ždiarska vidla, 2142 m) i oddziela jego główny szczyt od Płaczliwej Kopki. Opada ona na Płaczliwą Przehybę urwistą, skalną granią. Na południową stronę do Doliny Zadnich Koperszadów opadają strome, trawiaste i łatwo dostępne stoki. Wcina się w nie Pośredni Płaczliwy Żleb mający wylot na polanie Zadnia Koperszadzka Pastwa. Stoki północno-zachodnie opadają ścianą do Strzystarskiego ZŻlebu.
Nazwę utworzył Władysław Cywiński w 4 tomie przewodnika Tatry.